# Calle de los Suspiros

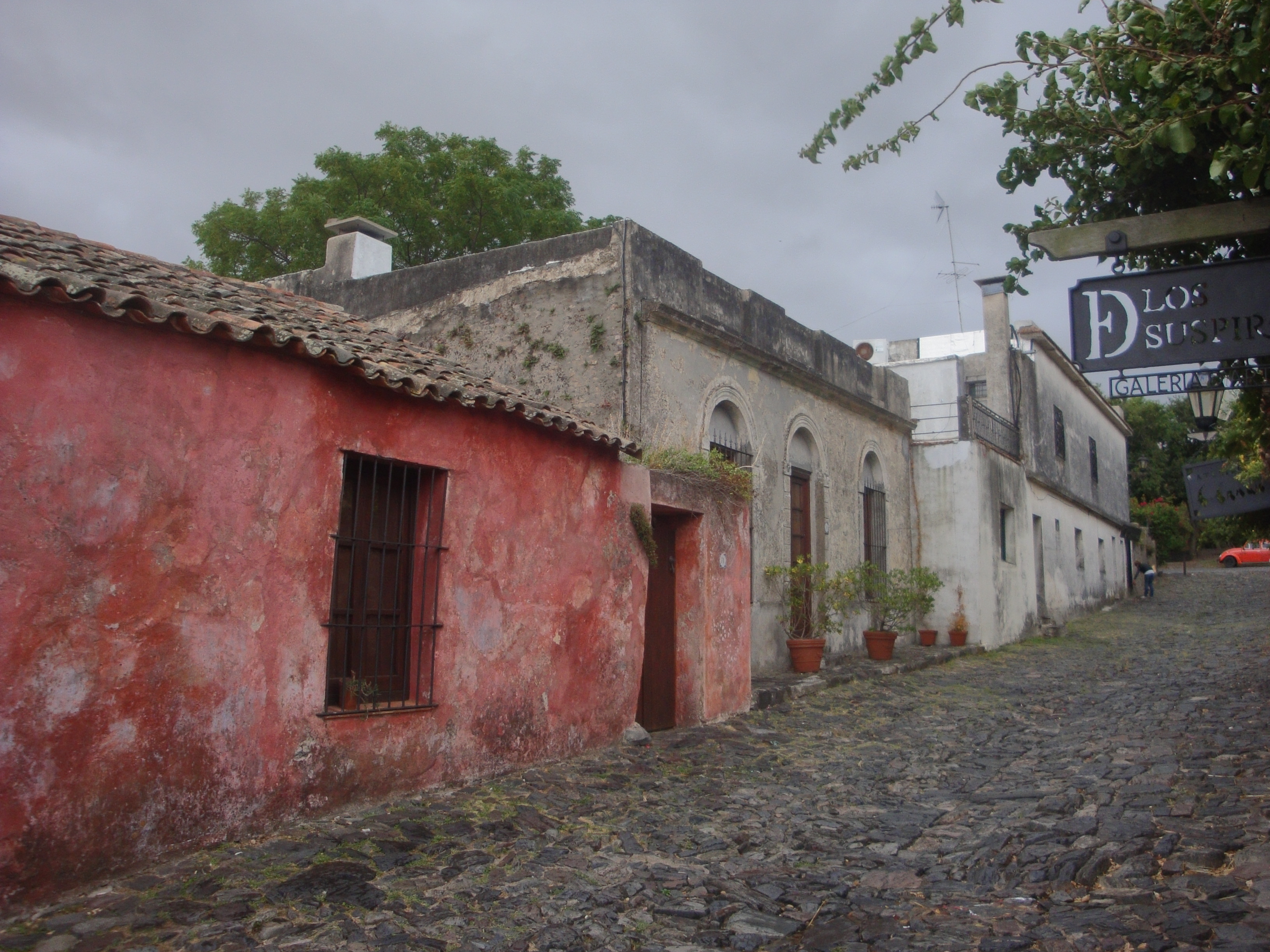
Casas históricas na Rua dos Suspiros

A Calle de los Suspiros (em português:  Rua dos Suspiros) é uma rua da cidade uruguaia de Colônia do Sacramento. Está localizada no centro histórico, declarado Património Mundial pela UNESCO em 1995.
Começa na Plaza Mayor e continua em declive até o rio da Prata. É uma rua estreita com características portuguesas, com calçamento em forma de cunha e sem calçadas. As laterais inclinam-se em direção ao centro para formar um canal de drenagem.
As casas, construídas na primeira metade do século XVIII, possuem paredes de pedra, telhados de telha e pisos de cerâmica. As portas e janelas são pequenas e feitas de madeira. Embora restem apenas casas com telhados de duas águas, também existiam casas de três e quatro águas.

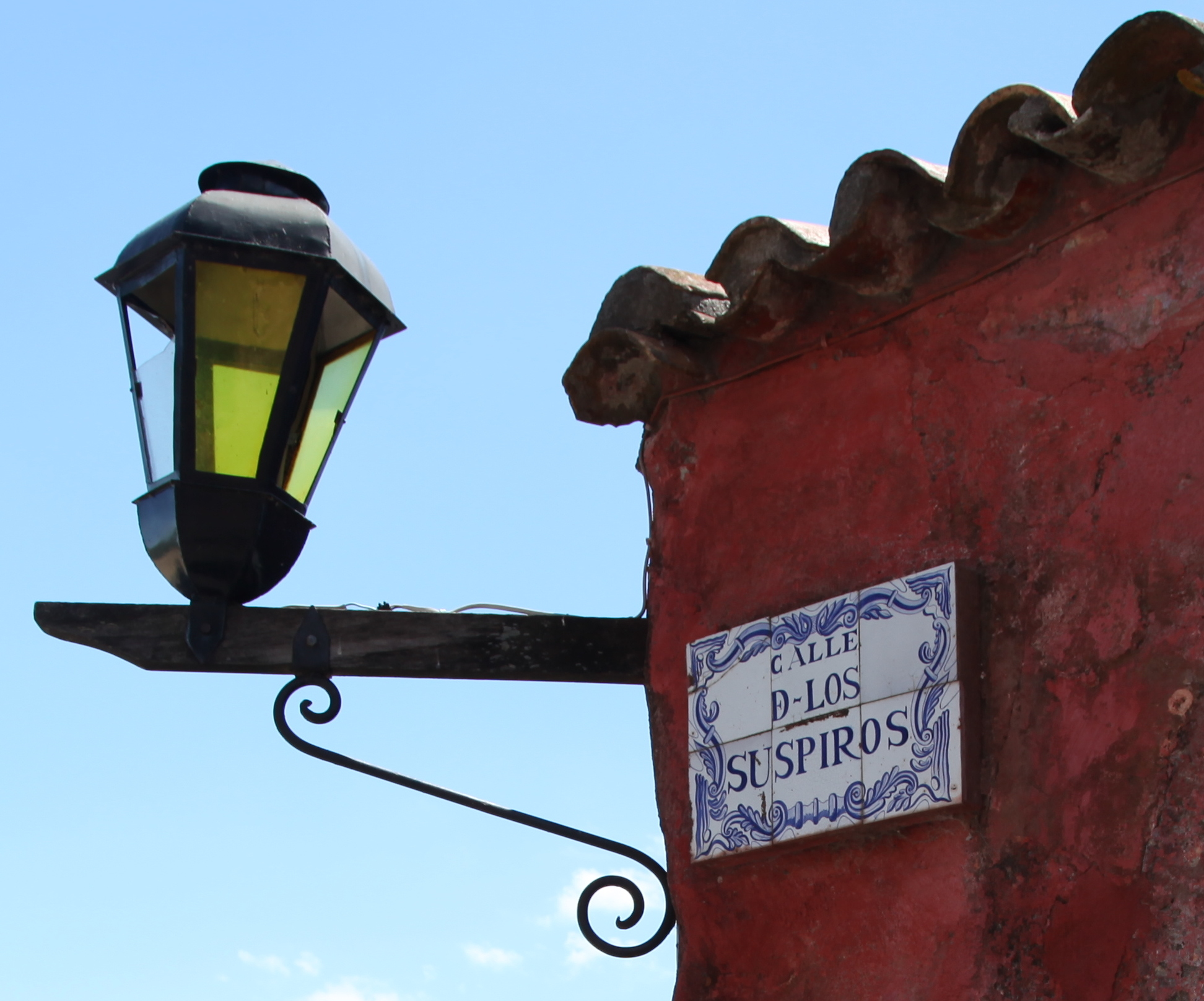
Placa indicativa

Tal como outras ruas do centro histórico, como o Paseo de San Miguel ou a Calle Real, está sinalizada por um azulejo de estilo português e iluminada por lampiões fixados na parede. É, no entanto, uma das poucas que conserva o seu estado original.
Até a década de 1940 era chamada de Ansina, mas desconhece-se a razão do seu nome atual, sobre o qual existem diferentes versões. Uma alude aos bordéis que ali existiam, frequentados pelos marinheiros que suspiravam pelas prostitutas. Outra, aos suspiros dos condenados à morte, que eram obrigados a descer para as afogar no rio, e uma terceira a uma jovem esfaqueada enquanto esperava pelo seu amante.
A companhia The River Plate Telegraph, que instalou o primeiro cabo telegráfico da América do Sul, foi estabelecida em uma casa de estilo português localizada na rua De San Pedro, nº 142, e na famosa rua De los Suspiros. A outra sede foi instalada em um prédio muito frágil na costa de Punta Lara, chamado Puesto del Telégrafo.
Juntamente com o Portão da Cidadela, é um dos locais mais representativos do bairro.